# Mount Ni
Mount Ni är ett berg i Kina. Det ligger i provinsen Shandong, i den östra delen av landet, omkring 130 kilometer söder om provinshuvudstaden Jinan. Toppen på Mount Ni är 320 meter över havet, eller 147 meter över den omgivande terrängen. Bredden vid basen är 4,6 km.
Runt Mount Ni är det tätbefolkat, med 659 invånare per kvadratkilometer. Närmaste större samhälle är Sishui, 16,6 km norr om Mount Ni. Trakten runt Mount Ni består till största delen av jordbruksmark.
Genomsnittlig årsnederbörd är 828 millimeter. Den regnigaste månaden är juli, med i genomsnitt 252 mm nederbörd, och den torraste är januari, med 4 mm nederbörd.